# Guahibantalen

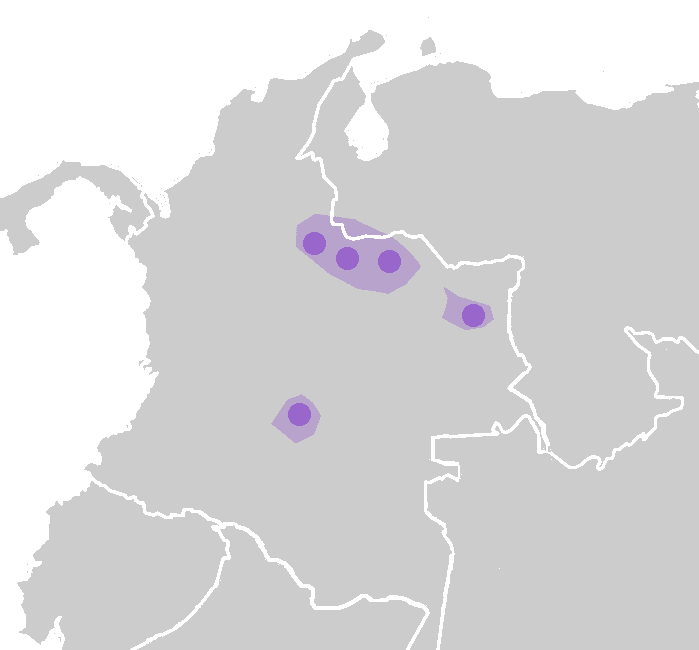
Taalgebied

Guahiban (ook; Guajiboan, Wahívoan, Guahiboan) is een taalfamilie van de Guahibo’s. Guahiban wordt voornamelijk gesproken in het gebied rond de rivier de Orinoco in Oost-Colombia en Zuidwest-Venezuela, dit is een savanneachtig gebied dat bekendstaat als Los Llanos. Het wordt gesproken door ongeveer 27.500 mensen. Ongeveer 40% van de sprekers is eentalig en 45% analfabeet.

## Onderverdeling taalfamilies
- Guahiban (landen; totaal aantal sprekers)
  - Cuiba (Colombia; 2000)
  - Guahibo (Colombia, Venezuela; 23.772)
  - Guayabero (Colombia; 1.237)
  - Macaguán (Colombia; 405)
  - Playero (Colombia; 244)